# 小陰茎症
小陰茎症（しょういんけいしょう） または マイクロペニス （micropenis） は、遺伝子異常のクラインフェルター症候群やホルモンバランスなどの影響で、陰茎が平均サイズより著しく小さい又は小さくなる疾患である。矮小陰茎（わいしょういんけい）とも呼ばれる。一般的な基準は、成人の平均陰茎サイズよりも少なくとも2.5標準偏差分小さい勃起陰茎長であるか、約7cm未満の勃起陰茎長である（成人の平均勃起陰茎長は12.5cm）。この病態は通常生後すぐに認識される。
小陰茎症という言葉は、陰茎、陰嚢、会陰の残りの部分に尿道下裂などの曖昧さがない場合に医学的に最もよく用いられる。患者の割合は成人男性の約0.6%を占める。似たような症状に埋没陰茎と言うのがあり、こちらは陰茎が恥骨付近の皮下脂肪に埋もれて、小さく見えている状態は埋没陰茎に分類される。

## 原因
小陰茎に関連する異常状態のほとんどは、出生前のアンドロゲン産生やその作用低下の状態である。そのため、次のようなことが考えられる。精巣の発育異常（精巣発育不全）、クラインフェルター症候群、ライディッヒ細胞形成不全、テストステロンやジヒドロテストステロン合成の特異的欠損（17,20リアーゼ欠損症、5α-レダクターゼ欠損症）、アンドロゲン不感受性症候群、不適切な下垂体刺激（ゴナドトロピン欠乏症）、そして他の形態の先天性性腺機能低下症などである。小陰茎は、性染色体を含まない多くの遺伝性奇形症候群の一部としても起こりうる。また、小陰茎は、先天性成長ホルモン欠乏症や先天性下垂体機能低下症の徴候である場合がある。いくつかのホメオボックス遺伝子は、検出可能なホルモン異常を伴わずに陰茎や指の大きさに影響を及ぼすことが知られている。
さらに、ジエチルスチルベストロール（DES）のようなエストロゲンを主成分とする一部の不妊治療薬への子宮内暴露は、性器異常や小さい陰茎と関連している。
上記のいずれかの状態を見出すために評価が行われた後に、乳児期に小陰茎はしばしば、ヒト絨毛性ゴナドトロピンやテストステロンなどの様々なホルモン注射により治療することができる。
また、通常は成長に伴って亀頭の露出・包皮の反転が可能となるが包茎の男性器サイズは平均以下が多く、包皮に覆われている影響で成長の妨げの原因のひとつである。
ほとんどの8 - 14歳の男児は、小陰茎の状態ではない。こうした懸念は通常、次のいずれかによって説明される。
- 恥骨上の脂肪に隠れた陰茎（恥丘周辺の余分な脂肪）
- 思春期前の陰茎がとても小さく見える大きな体と骨組み
- 将来の成長を期待する様々な理由による思春期遅発

## 治療

### ホルモン治療
陰茎の成長は、出生前、小児期および思春期のいずれにおいても、テストステロンや、程度は低いが成長ホルモンの影響を強く受ける。しかしながら、後の内因性ホルモンは、下垂体機能低下症や性腺機能低下症などのホルモン欠損に起因する小陰茎の治療に主に有用である。
原因が何であれ、乳児期に発見された場合は、テストステロンを短期間投与することが多い（通常は3カ月以下）。これは通常、少量の成長を誘発し、思春期にさらなる成長の可能性を確認するが、正常な大きさに達することはまれである。望ましくない男性化および骨成熟を避けるため、小児期にテストステロンを追加投与することはない（テストステロンの早期投与により、成人の陰茎のサイズが小さくなることを示す証拠もある）。
テストステロン治療は、性腺機能低下症の男児に対してのみ青年期に再開される。陰茎の成長は思春期の終わりに完了するが、これは身長の成長が完了するのと同様であり、思春期後の成人にテストステロンを過剰に投与しても、それ以上の成長はほとんど、もしくは全くみられない。

### 手術
ホルモン療法によって陰茎が平均サイズまで達成することはまれであるため、陰茎肥大のため陰茎形成術に類似したいくつかの外科的手技が考案され、実施されている。しかし、一般に広く採用されるほど成功しているとは考えられておらず、小児期に実施されることはまれである。
小陰茎の極端な例では、陰茎の軸はほとんどなく、亀頭はほとんど恥骨の皮膚の上に乗っているように見える。1960年から1970年後半までは、性転換と手術が推奨されることが多かった。これは、テストステロンや思春期のテストステロンの追加に対する反応が不良であることを示唆する証拠がある場合に特に起こりやすい。両親が承諾すれば、男児は女児に性転換し、精巣を摘出して人工膣を作る手術を受ける。これは現在疑問視されている考え――性同一性は完全に社会化から形成されたものであり、ペニスの小さな男性は社会で受け入れられる場所を見つけることができない――に基づいている。
上記のアプローチで最もよく知られているジョンズ・ホプキンス病院は、1960年から1980年にかけてこのような性転換手術を12回実施したが、最も顕著なのはジョン・マネーが監督したデイヴィッド・ライマーであった（ライマーの陰茎は割礼時の事故で損傷していた）。1990年代の半ばになると、この種の手術はあまり提案されなくなり、3つの施設すべてに異議を申し立てられた。このような手術を受けたことのある被験者は、治療結果に対する不満を声高に主張し、この手術を思いとどまらせることに関して大きな役割を果たした。重度の小陰茎症では、性転換が現在ではまれにしか実施されていない（とはいえ、男の子を女の子として育てるという問題は、今でも時々議論されている）（詳細については、「History of intersex surgery」を参照）。